# Michael Tørnes
Michael Elvers Tørnes (Herlev, 8 januari 1986) is een Deense voetballer die als keeper speelt. Hij heeft wedstrijden gespeeld voor diverse Deense nationale jeugdteams.

## Carrière

### Jeugd
Na op jonge leeftijd voor Herlev IF, Farum BK en Lyngby BK gespeeld te hebben, trad Tørnes in 2004 toe tot de profs van Brønshøj BK.

### Brøndby IF
Na een succesvolle proefperiode maakte Tørnes vervolgens de overstap naar Brøndby IF in 2005. Tørnes maakte zijn debuut voor Brøndby IF in augustus 2006 in het 0-0 gelijkspel tegen Flora Tallinn in de UEFA Cup, toen hij de weggestuurde doelman Casper Ankergren in de 67e minuut verving. In de return hield Tørnes de nul in een 4-0 thuisoverwinning. In het begin van het seizoen 2010/2011 werd Tørnes tijdelijke eerste doelman van de ploeg, omdat Stephan Andersen langdurig geblesseerd was.
Tørnes keerde op huurbasis terug bij Brønshøj BK bij de start van het seizoen 2013/2014. Op 28 juli 2013 maakte hij zijn rentree bij Brønshøj BK in een 4-1 nederlaag tegen Silkeborg IF.

### HJK
In 2014 stapte Tørnes transfervrij over naar HJK Helsinki. In het seizoen 2014 brak Tørnes een record in de hoogste Finse competitie: Tørnes hield 960 minuten achter elkaar de nul, zonder tegentreffer in de competitie of beker. De oude recordhouder met 882 minuten was András Vilnrotter.

### Sandefjord
Na een nieuwe verbintenis met HJK te hebben afgewezen stapte Tørnes transfervrij over naar het Noorse Sandefjord Fotball. Op 19 april 2015 maakte hij zijn debuut voor Sandefjord in een 1-0 overwinning op Sarpsborg 08 FF.

### Odense
Op 13 augustus 2015 keerde Tørnes terug naar Denemarken, met een eenjarig contract bij Odense BK. Tørnes maakte zijn debuut in de openingswedstrijd van het seizoen 2015/2016 in een 3-2 nederlaag tegen Randers FC. Na het einde van zijn contract op 30 juni 2016 volgde geen verlenging van zijn verbintenis.

### Vitesse
Op 27 juli 2016 tekende Tørnes een contract voor twee seizoenen bij Vitesse, na een proefperiode bij de club tijdens een trainingskamp in Slovenië. Tevens won hij met Vitesse in 2017 de bekerfinale met 2-0 van AZ. Door dit resultaat won de club voor het eerst in hun 125-jarig bestaan de KNVB Beker. Met Jong Vitesse eindigde hij op de zeventiende plaats en degradeerde daardoor naar de Derde divisie.

### Vendsyssel FF
Op 31 augustus 2018 vervolgde hij zijn loopbaan bij Vendsyssel FF.

### MetVitesse
| Competitie         | Winnaar | Winnaar | Runner-up | Runner-up |
| Competitie         | Aantal  | Jaren   | Aantal    | Jaren     |
| ------------------ | ------- | ------- | --------- | --------- |
| Nationaal          |         |         |           |           |
| Winnaar KNVB Beker | 1x      | 2016/17 |           |           |